# Slungkep
Slungkep is een bestuurslaag in het regentschap Pati van de provincie Midden-Java, Indonesië. Slungkep telt 3434 inwoners (volkstelling 2010).